# オリオン座オメガ星
オリオン座ω星（オリオンざオメガせい、ω Orionis、ω Ori）は、オリオン座の恒星である。見かけの等級は約4.55と、肉眼でみることができる明るさである。星の周りにガス円盤が形成され、そこから水素やヘリウムの輝線を発するB型輝線星であり、光度曲線にもスペクトルにも多様な変光がみられる。オリオン座分子雲の一部に位置しており、星間分子雲との間に差し渡しが1光年にも上る反射星雲vdB 49を形成している。

## 特徴

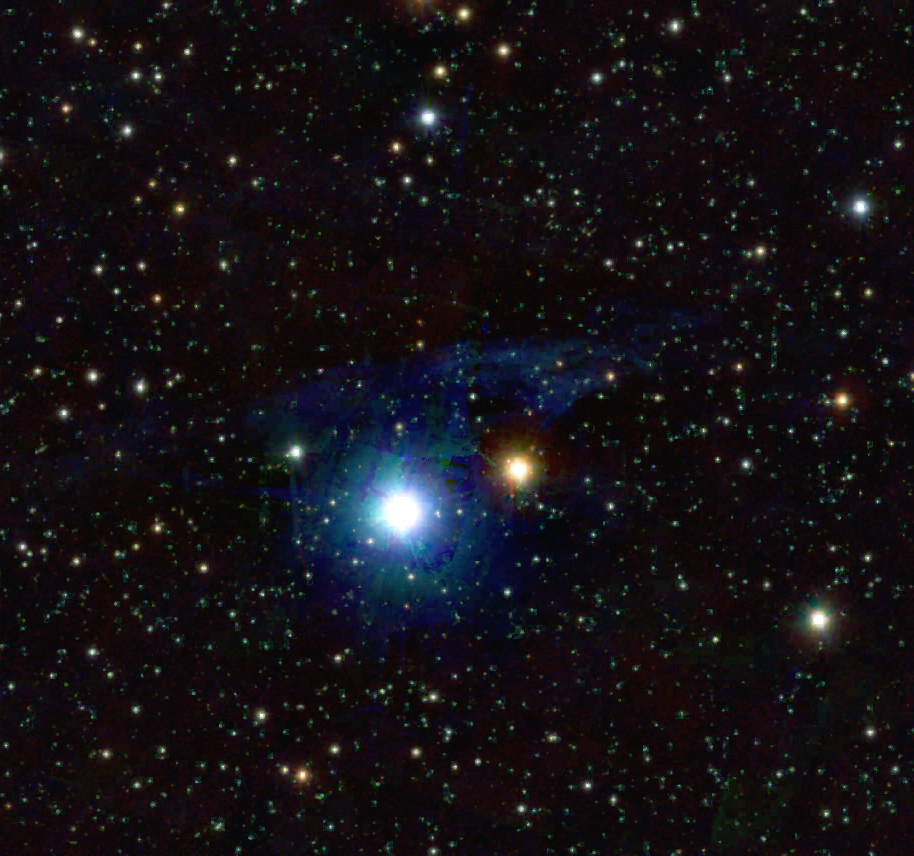
オリオン座ω星と反射星雲vdB 49。

オリオン座ω星はB型巨星で、スペクトル型はB2 IIIeと分類される。添え字の“e”が示すようにB型輝線星（Be型星）でもあり、水素やヘリウムのスペクトル線に輝線成分がみられる。オリオン座ω星の周囲にはvdB 49という星雲が広がっていることから、ハービッグBe型星ととらえられることも多いが、一般的には古典的Be型星に位置づけられる。
オリオン座ω星は比較的遠方にあり、年周視差から計算した距離は誤差が大きい一方、オリオン座OB1アソシエーションに属していることからその距離で考えられており、太陽からの距離はおよそ1360光年となる。表面の有効温度はおよそ20200 Kで、光度は太陽の1万1千倍程度、半径は太陽のおよそ7倍、質量は太陽のおよそ8倍、年齢は3000万年前後と推定される。
オリオン座ω星の大きさは干渉計による直接測定も試みられているが、測定された視直径0.5ミリ秒は実際の大きさでは半径にして太陽の20倍以上に相当し、推定される半径よりだいぶ大きいため、星周円盤によって誤認させられているものとみられる。

### Be現象
B型輝線星であるオリオン座ω星は水素などの輝線がみえているが、水素のバルマー線は輪郭が変化することが早くから知られており、吸収線にしかみえない時期と、強い輝線がみられる時期とが繰り返し訪れ、Be型星と通常のB型星の間を揺れ動くような存在と考えられる。Be型星の輝線の源は星周円盤（ガス殻）であるが、バルマー線の変化は、間欠的な質量放出が引き起こす星周構造の変化に起因すると考えられる。

### 変光
星周円盤の変化によって不規則に変光するBe型星は、変光星の分類ではカシオペヤ座γ型変光星とされ、オリオン座ω星もカシオペヤ座γ型に位置づけられている。
オリオン座ω星で起きているBe型とB型の間の遷移は、年単位をかけて進行してゆく現象であるが、オリオン座ω星ではより短い時間尺度での変光もみられ、短いものでは時間単位から長いものでは10ヶ月程度まで、複数の時間尺度での変化が存在する。
特に短時間で変化するのは、恒星風によって生じる、紫外域にみられるケイ素や炭素の高電離共鳴線の輪郭で、典型的には数時間で劇的に形を変える。

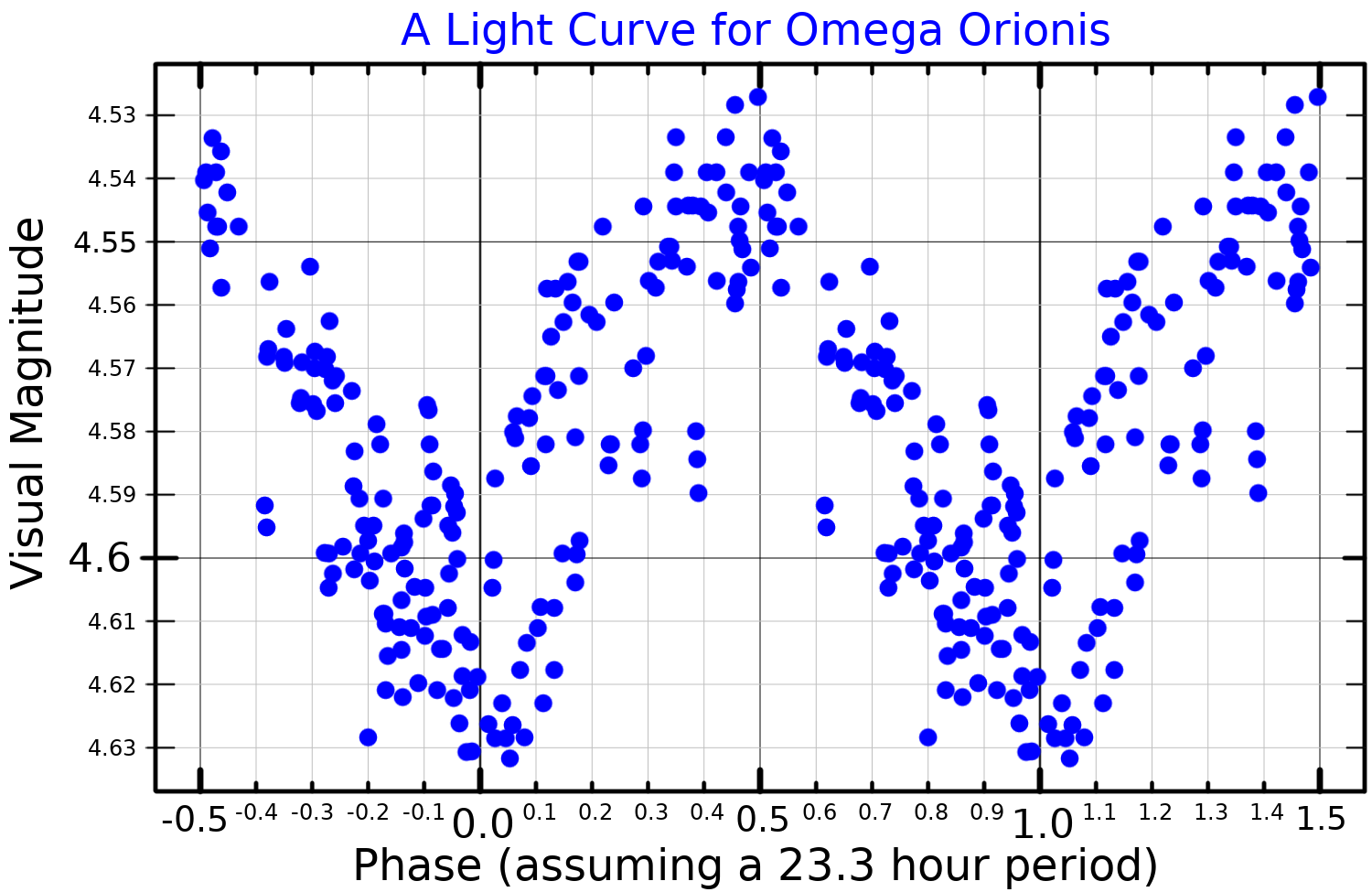
オリオン座ω星の光度曲線（Balona et al. (2001) より）。

オリオン座ω星の測光観測では概ね1日周期での変動が知られ、詳しく観測すると、光度曲線の振動周期が0.97日であることがわかった。この周期での変光は、光球や星周円盤の中心星に面する領域の、非動径振動によるものと考えられる。また、2.17日周期の変動も検出されており、その原因は密度の高い星周物質が一時的に中心星の周りを公転することによって生じているのではないかと予想される。
一方、分光変光にも別の周期がみつかっている。恒星風の影響を受ける紫外域の共鳴線には、規則的な等価幅の変化が観測されており、その周期は1.286日と求められている。また、水素のバルマー線やヘリウム原子の輝線の輪郭も周期的に変化しており、その周期は1.307日であった。更には、ゼーマン効果の指標となる円偏光の測定でも、1.29日周期の振動がみられた。星周物質起源のスペクトル線の変化は、恒星風が自転に伴い変調したためと考えられ、ゼーマン効果は磁場の存在を示し、磁場の振動はだいたい恒星の自転と相関があり、そのいずれもが同じような周期で振動していることから、オリオン座ω星はおよそ1.3日周期で自転しているものと推定される。
オリオン座ω星の光度曲線は、全体的に若干増光した上で概ね10ヶ月間隔で増光／減光を繰り返している場合がある。この変化は色の変化と連動していて、増光した際には赤化することが確認されており、これにやや遅れてバルマー輝線の増光がついてくることから、間欠的な質量放出の増大が起きて、星周円盤の光学的深さが変化したことによる変光と考えられる。

### 磁場
オリオン座ω星では円偏光が測定され、磁場の存在によるゼーマン効果が発生しているものと考えられた。磁場の強さも見積もられて、極域でおよそ530ガウス、地磁気の1000倍程度の強さがあるものとされ、Be型星の中で初めて磁場が観測された例となった。ただし、その後の検証では誤差を超えて有意な磁場は検出されず、オリオン座ω星に磁場が存在するとは断言できない状況となっている。